# Fração comunal

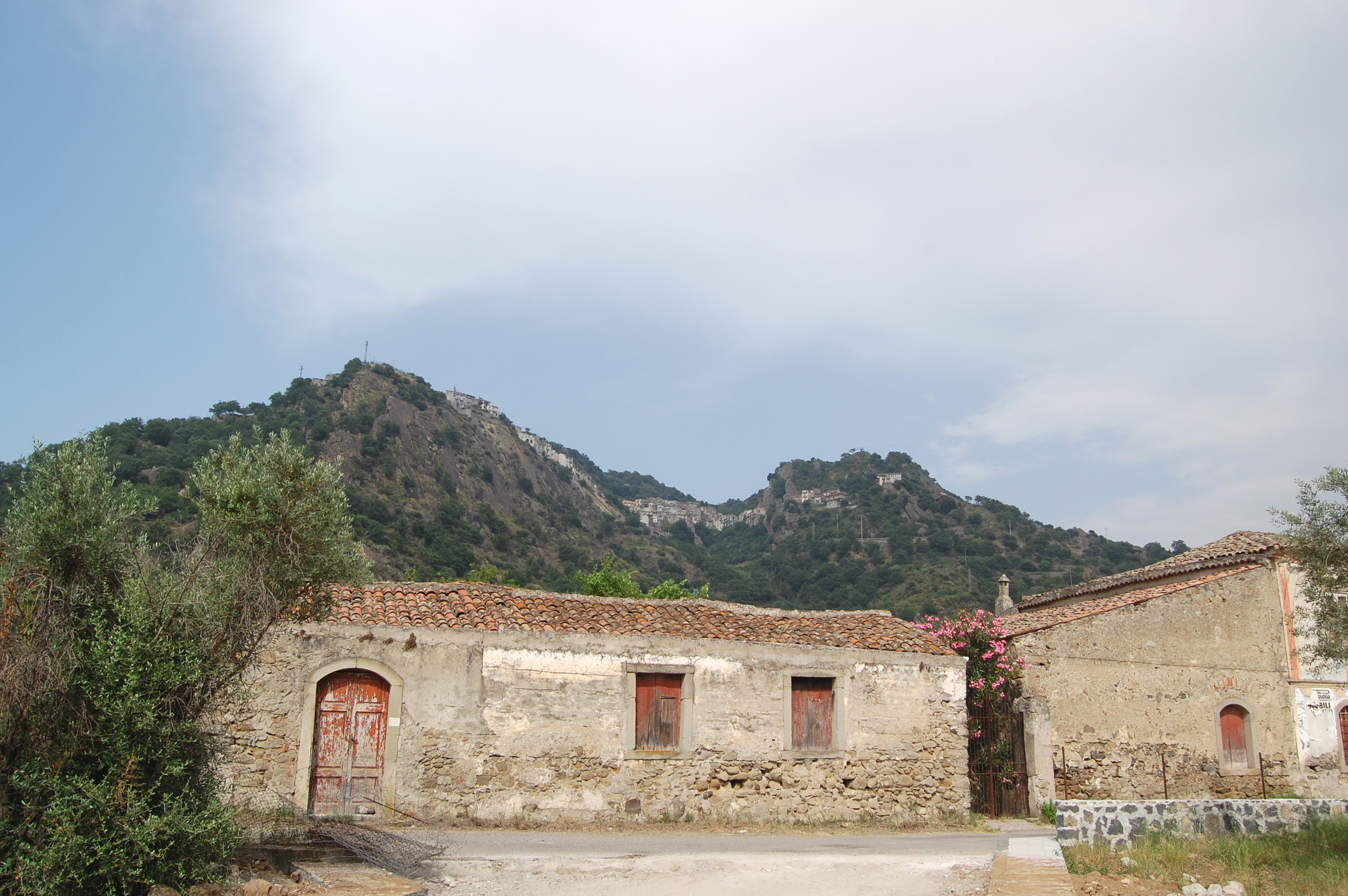
Uma antiga casa na frazione de Fondaco Motta no município de Motta Camastra (Sicília). Ao alto ao fundo é possível ver a sede municipal.

Uma fração comunal (em italiano frazione comunale) é uma subdivisão geográfica de uma comuna da Itália. A comuna é a menor subdivisão político-administrativa desse país. O quadro legal que prevê a existência das frações encontra-se na Lei nº. 1228 de 24 de dezembro de 1954
Uma frazione constitui-se por uma "área do território da comuna que compreende, em geral, um centro habitado, além de núcleos habitados e casas esparsas que gravitam em torno do centro". Trata-se de uma pequena localidade que constitui, dentro de uma comuna, um núcleo de habitações relativamente isolado de sua sede. Grosso modo, poder-se-ia fazer uma analogia da fração comunal italiana com os distritos dos municípios brasileiros e com as freguesias dos municípios (concelhos) portugueses.
Em grandes cidades, não é comum o uso do termo frazione, utilizando-se normalmente circoscrizione (circunscrição) ou municipio (que não equivale ao termo como usado no Brasil, sendo mais próximo da ideia de subprefeitura ou administração regional). Há ainda designações específicas que mudam de acordo com a região, podendo uma frazione chamar-se borgata, rione, contrada etc.

## Ligação externa
- Lista das frazioni italianas